# 105 mm haubica M102
M102 – amerykańska lekka holowana haubica kalibru 105 mm. Została opracowana w 1964. Wprowadzona do służby w czasie wojny wietnamskiej, użyta była również w operacjach Pustynna Tarcza i Pustynna Burza. Można z niej strzelać różnymi rodzajami konwencjonalnej amunicji,  a także szybko ją obrócić o 360 stopni. Haubice M102 mogą być zrzucane na spadochronach albo transportowane przez helikoptery, w czasie normalnych przemieszczeń jak i w razie operacji desantowych.
Haubica M102 jest najsilniejszym uzbrojeniem samolotu Lockheed AC-130.
Armia Stanów Zjednoczonych nie używa już tej broni, zastąpiła ją 105 mm haubica M119, lecz haubica M102 wciąż jest wykorzystywana przez Gwardię Narodową.

## Budowa
Posiada zamek klinowy, hydropneumatyczny oporopowrotnik, lufę z hamulcem wylotowym.
Haubicę do strzelania osadza się na płycie oporowej, która jest mocowana pod osią kół podczas położenia marszowego. Dolne łoże posiada jednoogonową, dwuramienną konstrukcję. Urządzeniem rolkowym zastąpiono tradycyjny lemiesz.

## Amunicja
Do strzelania miała zastosowanie amunicja dzielona:
- odłamkowo–burzącą,
- odłamkowo–rażąca (małe pociski wewnątrz korpusu),
- kumulacyjna,
- dymna,
- z dodatkowym napędem rakietowym.